# 모리에노촌
모리에노촌(森江野村)은 후쿠시마현 다테군에 있던 촌이다. 현재의 구니미정 남부에 해당한다.

## 지리
- 아부쿠마강 (阿武隈川)

## 역사
- 1889년 4월 1일 - 정촌제 시행에 의해 모리야마촌, 도쿠에촌, 쓰카노메촌의 구역으로 성립하였다.
- 1954년 3월 31일 - 후지타정, 오키도촌, 고사카촌, 오에촌과 합병해, 구니미정이 성립하여. 동일 모리노에촌은 폐지되었다.

## 교통

### 도로
- 국도 4호선 (오슈가도)

## 참고문헌
- 角川日本地名大辞典 7 福島県